# Вісенте Ванчопе
Вісенте Ванчопе Келлі (ісп. Vicente Wanchope Kelly; нар. 19 липня 1946, Лимон) — костариканський футболіст, що грав на позиції нападника. Найбільш відомий за виступами в клубі «Ередіано».

## Клубна кар'єра
Вісенте Ванчопе розпочав виступи на футбольних полях у клубі «Лимоненсе», у складі якого відзначився рекордними для клубу 54 забитими м'ячами. У 1969 році футболіст перейшов в «Ередіано», і цей трансфер спричинив скандал через непомірно високий гонорар. Клубну кар'єру Ванчопе завершив в «Барріо Мексіко». Загалом Вісенте Ванчопе забив 133 голи в Першому дивізіоні Коста-Рики.

## Виступи за збірну
Вісенте Ванчопе мав прізисько La Gacela Negra (Чорна Газель). Футболіст дебютував у складі національної збірної Коста-Рики у 1969 році, та зіграв у її складі 15 матчів, відзначившись 3 забитими м'ячами. Також він у складі збірної Коста-Рику брав участь у Панамериканських іграх 1975 року в Мексиці.

## Особисте життя
Вісенте Ванчопе має ямайське походження. Він одружений з Патріцією Вотсон і був родоначальником футбольної династії Ванчопе в Коста-Риці, до якої входили троє синів Хав'єр, Пауло та Карлос. Після завершення виступів на футбольних полях Вісенте Ванчопе працював у місті Коліма-де-Тібас. Молодший брат його дружини Карлос Вотсон є колишнім футболістом і тренером.